# Diego Carlos
Diego Carlos Santos Silva (Barra Bonita, 15 maart 1993) is een Braziliaans voetballer die als centrale verdediger speelt. In 2025 verruilde hij Aston Villa voor Fenerbahçe.

## Clubloopbaan

### Estoril
Carlos werd via het handelshuis Desportivo Brasil aan meerdere clubs uitgeleend maar brak niet door. In 2014 kwam hij bij het Portugese Estoril dat hem direct verhuurde aan het tweede team van Porto. Daar speelde hij negentien wedstrijden.
Op 16 augustus 2015 maakte Carlos zijn debuut op het hoogste niveau voor Estoril tegen SL Benfica. Op 24 oktober maakte hij tegen Rio Ave zijn eerste goal in het profvoetbal. Voor Estoril kwam hij in het seizoen 2015/16 tot 31 wedstrijden in de Primeira Liga. 

### FC Nantes
In de zomer van 2016 tekende Carlos een contract voor vijf seizoenen bij FC Nantes. Estoril ving zo'n 2 miljoen euro voor de Braziliaan. Hij debuteerde op 13 augustus tegen Dijon FCO. Op 12 februari 2017 scoorde Carlos in een 3-2 overwinning op Olympique de Marseille zijn eerste doelpunt voor Nantes. 
In januari 2018 was Carlos betrokken bij een bizar incident met scheidsrechter Tony Chapron. Carlos kwam tijdens de competitiewedstrijd tegen Paris Saint-Germain in botsing met Chapron, die vervolgens schopte naar het been van de speler. Carlos kreeg hierna bovendien een rode kaart van Chapron. Dit incident betekende het einde van de loopbaan van Chapron. De kaart werd geseponeerd. 
Op 24 november 2018 was Carlos tegen Angers SCO voor het eerst aanvoerder van Nantes, bij afwezigheid van vaste captain Valentin Rongier. Carlos speelde drie seizoenen in Frankrijk en kwam daarin tot 108 wedstrijden en vier goals.

### Sevilla
In de zomer van 2019 trok Carlos naar Sevilla. De Spaanse ploeg betaalde vijftien miljoen euro voor de verdediger. Op 18 augustus maakte hij tegen RCD Espanyol zijn debuut voor de ploeg. Op 1 december maakte hij tegen CD Leganés de enige treffer van de wedstrijd en daarmee zijn eerste voor Sevilla. In zijn eerste seizoen met Sevilla eindigde Carlos derde en bereikte hij de finale van de Europa League 2019/20. Diego Carlos speelde een hoofdrol tijdens de finale van het toernooi tegen Internazionale; na vijf minuten veroorzaakte hij een penalty en in de tweede helft leidde hij de winnende treffer in met een omhaal die door Romelu Lukaku tot eigen doelpunt verwerkt werd.
Carlos begon zijn tweede seizoen in Spanje met het verliezen van de UEFA Super Cup tegen Champions League-winnaar FC Bayern München. Dat seizoen speelde hij wederom bijna alles: hij kwam tot 46 wedstrijden, zijn hoogste aantal in zijn carrière tot dusver. In het seizoen 2021/22 maakte Carlos deel uit van een van de minst gepasseerde verdedigingen van Europa. Als duo met Jules Koundé kreeg hij veel lof. Hij speelde drie seizoenen voor Aston Villa en kwam daarin tot 136 wedstrijden, zes goals en één assist.

### Aston Villa
Medio 2022 ging hij naar Aston Villa dat uitkomt in de Premier League. De transfersom bedroeg naar verluidt zo'n 26 miljoen Engelse pond. Hij werd door trainer Steven Gerrard benoemd als vice-captain. Hij speelde in de eerste twee Premier League-wedstrijden van het seizoen mee, maar lag er vervolgens een halfjaar uit met een achillespeesblessure. In maart 2023 keerde hij terug in de wedstrijdselectie van Aston Villa, maar hij was voornamelijk reservespeler achter Ezri Konsa en Tyrone Mings. Hij speelde drie wedstrijden in zijn eerste jaar in Engeland.
In zijn tweede seizoen was hij wel basisspeler, mede door een langdurige blessure van Mings. Hij scoorde op 23 augustus 2023 in de Conference League-kwalificatiewedstrijd tegen Hibernian zijn eerste doelpunt voor de club. Hij speelde 38 wedstrijden onder trainer Unai Emery dat seizoen, waarin Aston Villa de halve finale van de Conference League bereikte en vierde eindigde in de Premier League, waarmee het Champions League-voetbal veiligstelde.

## Clubstatistieken
| Seizoen                       | Club           | Competitie       | Competitie | Competitie | Beker | Beker | Internationaal | Internationaal | Totaal | Totaal |
| Seizoen                       | Club           | Competitie       | Wed.       | Dlp.       | Wed.  | Dlp.  | Wed.           | Dlp.           | Wed.   | Dlp.   |
| ----------------------------- | -------------- | ---------------- | ---------- | ---------- | ----- | ----- | -------------- | -------------- | ------ | ------ |
| 2014/15                       | → FC Porto B   | Liga Portugal 2  | 19         | 0          | —     | —     | —              | —              | 19     | 0      |
| 2015/16                       | Estoril        | Primeira Liga    | 31         | 2          | 2     | 0     | —              | —              | 33     | 2      |
| 2016/17                       | FC Nantes      | Ligue 1          | 34         | 2          | 5     | 0     | —              | —              | 39     | 2      |
| 2017/18                       | FC Nantes      | Ligue 1          | 28         | 1          | 1     | 0     | —              | —              | 29     | 1      |
| 2018/19                       | FC Nantes      | Ligue 1          | 35         | 1          | 5     | 0     | —              | —              | 40     | 1      |
| 2019/20                       | Sevilla        | Primera División | 35         | 2          | 2     | 0     | 8              | 0              | 45     | 2      |
| 2020/21                       | Sevilla        | Primera División | 33         | 1          | 4     | 0     | 9              | 0              | 46     | 1      |
| 2021/22                       | Sevilla        | Primera División | 34         | 3          | 3     | 0     | 8              | 0              | 45     | 3      |
| 2022/23                       | Aston Villa    | Premier League   | 3          | 0          | 0     | 0     | —              | —              | 3      | 0      |
| 2023/24                       | Aston Villa    | Premier League   | 27         | 0          | 2     | 0     | 9              | 1              | 38     | 1      |
| 2024/25                       | Aston Villa    | Premier League   | 10         | 0          | 1     | 0     | 6              | 0              | 17     | 0      |
| 2024/25                       | Fenerbahçe     | Süper Lig        | 0          | 0          | 0     | 0     | 0              | 0              | 0      | 0      |
| Carrièretotaal                | Carrièretotaal | Carrièretotaal   | 289        | 12         | 25    | 0     | 40             | 1              | 354    | 13     |
| Bijgewerkt op 23 januari 2025 |                |                  |            |            |       |       |                |                |        |        |

## Interlandloopbaan
In november 2020 werd hij voor het eerst opgeroepen voor het eerste elftal en Brazilië en was hij bij twee WK-kwalificatiewedstrijden reservespeler bij het Braziliaans voetbalelftal. Met het Braziliaans olympisch voetbalelftal werd Carlos als dispensatiespeler in 2021 olympisch kampioen op de Olympische Zomerspelen 2020 in Tokio. In die selectie zaten verder onder meer Dani Alves, Bruno Guimarães, Douglas Luiz, Antony, Richarlison en Matheus Cunha.

## Erelijst
| UEFA Europa League | 1x | 2019/20 |

| Competitie        | Winnaar      | Winnaar      | Runner-up    | Runner-up    | Derde        | Derde        |
| Competitie        | Aantal       | Jaren        | Aantal       | Jaren        | Aantal       | Jaren        |
| Brazilië –23      | Brazilië –23 | Brazilië –23 | Brazilië –23 | Brazilië –23 | Brazilië –23 | Brazilië –23 |
| ----------------- | ------------ | ------------ | ------------ | ------------ | ------------ | ------------ |
| Olympische Spelen | 1x           | 2020         |              |              |              |              |